# 황정현

## 클럽 경력
황정현은 춘천시민축구단을 거쳐 2024년 강릉시민축구단으로 이적하였다. 이후 K3리그 무대에서 주전 공격수로 활약하고 있으며, 빠른 발과 활동량으로 팀의 전방 압박과 측면 돌파를 책임지고 있다.

## 플레이 스타일
스피드를 활용한 공간 침투 능력과 왕성한 활동량이 강점인 선수로, 전방에서의 연계 플레이와 측면 돌파에 능하다. 키는 크지 않지만, 위치 선정과 순발력으로 수비 뒷공간을 잘 공략하는 유형이다.